# Südwestalpen-Gebirgsschrecke

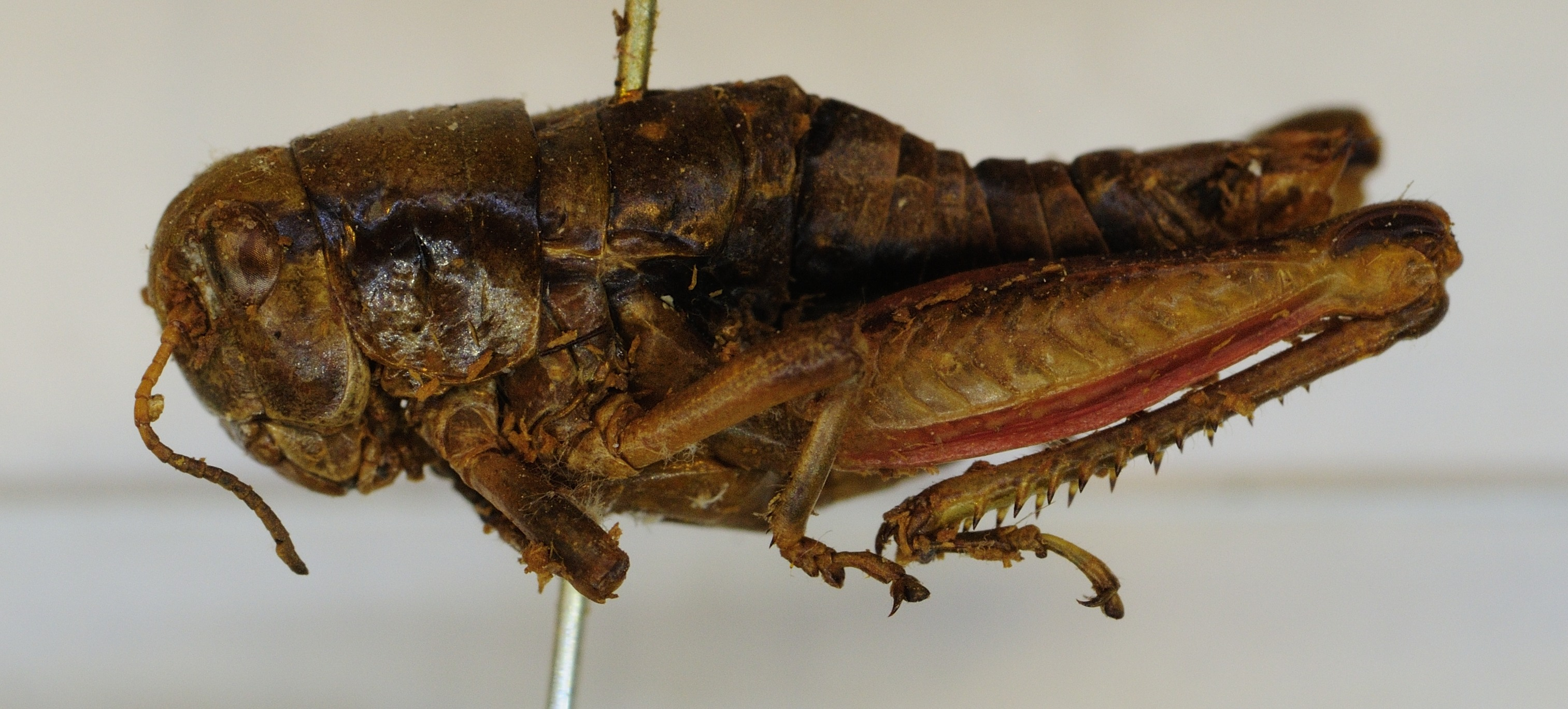
Sammlungsexemplar aus der Zoologischen Staatssammlung München

Die Südwestalpen-Gebirgsschrecke (Epipodisma pedemontana) ist eine Heuschreckenart aus der Familie der Feldheuschrecken (Acrididae).

## Merkmale
Die Südwestalpen-Gebirgsschrecke ist, verglichen mit Micropodisma-Arten, geringfügig kleiner und klar erkennbar untersetzt. Die Art weist eine olivgrüne bis gelbgrüne Grundfärbung auf. Beginnend am Auge verläuft eine schwarze Längsbinde nach hinten, in der Regel bis zur Spitze des Abdomens. Manchmal ist die Binde unterbrochen. Die Unterseite der Hinterschenkel ist leuchtend rot gefärbt, die Oberseite dagegen trüb weinrot. Die Flügel sind vollständig zurückgebildet. Auch das Hörorgan ist bis auf winzige Reste reduziert. 

## Vorkommen und Lebensweise
Die Art ist in den italienischen und französischen Südwestalpen endemisch. Sie kommt in Höhenlagen von 1800 bis 2900 Meter vor. Das beinahe geschlossene Areal reicht von Nord nach Süd ungefähr vom Aostatal bis zur Stura di Demonte. Der größte Teil des Verbreitungsgebietes liegt in Italien, in Frankreich die Art auf der dortigen Seite der Cottischen Alpen innerhalb eines ungefähr 20 km breiten Streifens anzutreffen. Der Lebensraum der Südwestalpen-Gebirgsschrecke ist die Zwergstrauchheide, wo sie ziemlich häufig ist. Adulte Exemplar sind von August bis in den September anzutreffen.

## Belege